# Río Marequia
El río Marequia (en italiano: Marecchia; en latín: Ariminus) es un río de la región Emilia-Romaña en Italia nororiental. La ciudad de Rímini toma su nombre del nombre latino del río.
Su curso inferior marca el final de la llanura Padana (en italiano: Pianura Padana).

## Geografía
El río Marequia tiene una longitud de 70 km, y su cuenca tiene una superficie aproximada de 500 km².
Su caudal medio es de 11,0 m³/s en la localidad de Pietracuta pero depende mucho de la estación: en otoño puede alcanzar hasta 1200 m³/s pero durante el verano es muy bajo.

## Historia
Mientras se dirigía a enfrentarse al ejército gótico, el general bizantino Narses cruzó el Marequia sobre un pontón después de que el líder de los godos que disputaban su paso del río fue asesinado en una escaramuza.

### Curso
La fuente del río se encuentra cerca del Monte dei Frati (coordenadas: 43°41′20″N 12°08′32″E / 43.68889, 12.14222) que está ubicado al este  de Pieve Santo Stefano y al suroeste de Badia Tedalda en la provincia de Arezzo en Toscana.
Fluye hacia el nordeste a la provincia de Pesaro y Urbino en las Marcas y es el único río que fluye a través de Montefeltro. A su paso por esta última, cursa por el exclave de Santa Sofia Marecchia, el cual pertenece a Badia Tedalda. El río entonces fluye por Santa Ágata Feltria y Novafeltria antes de llegar a la provincia de Rímini en la Emilia-Romaña. En Torello, parte de la comuna de San Leo,  fluye 1 km al oeste del territorio sanmarinés de Aguaviva y recibe las aguas del río San Marino, pero el Marequia no llega a las fronteras de San Marino.
En su recorrido, el río fluye por 2 regiones y 2 provincias:
1. Toscana
  - Provincia de Arezzo
2. Emilia-Romaña
  - Provincia de Rímini

Finalmente, el río fluye por Veruquio y San Arcángel de Romaña antes de desembocar en el mar Adriático en Rímini (coordenadas: 44°04′0″N 12°34′0″E / 44.06667, 12.56667).

## Afluentes principales
Los principales afluentes del río Marequia son:
| Afluentes por el lado izquierdo - Senatello | Afluentes por el lado derecho - Massa - 11 km - Ausa - 17,2 km - río San Marino - 8,7 km |

## Gallería

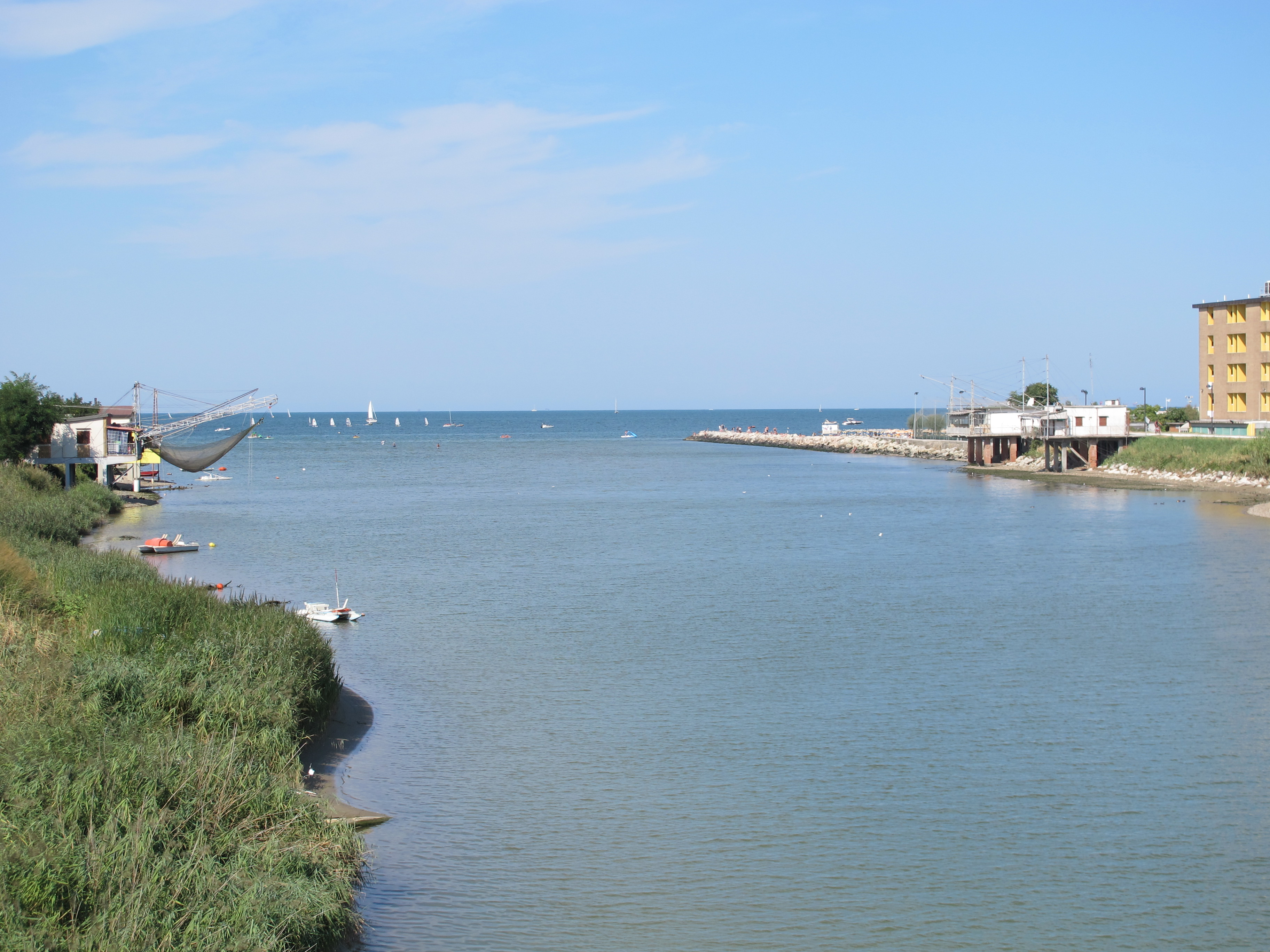
Desembocadura del Marequia en Rímini.
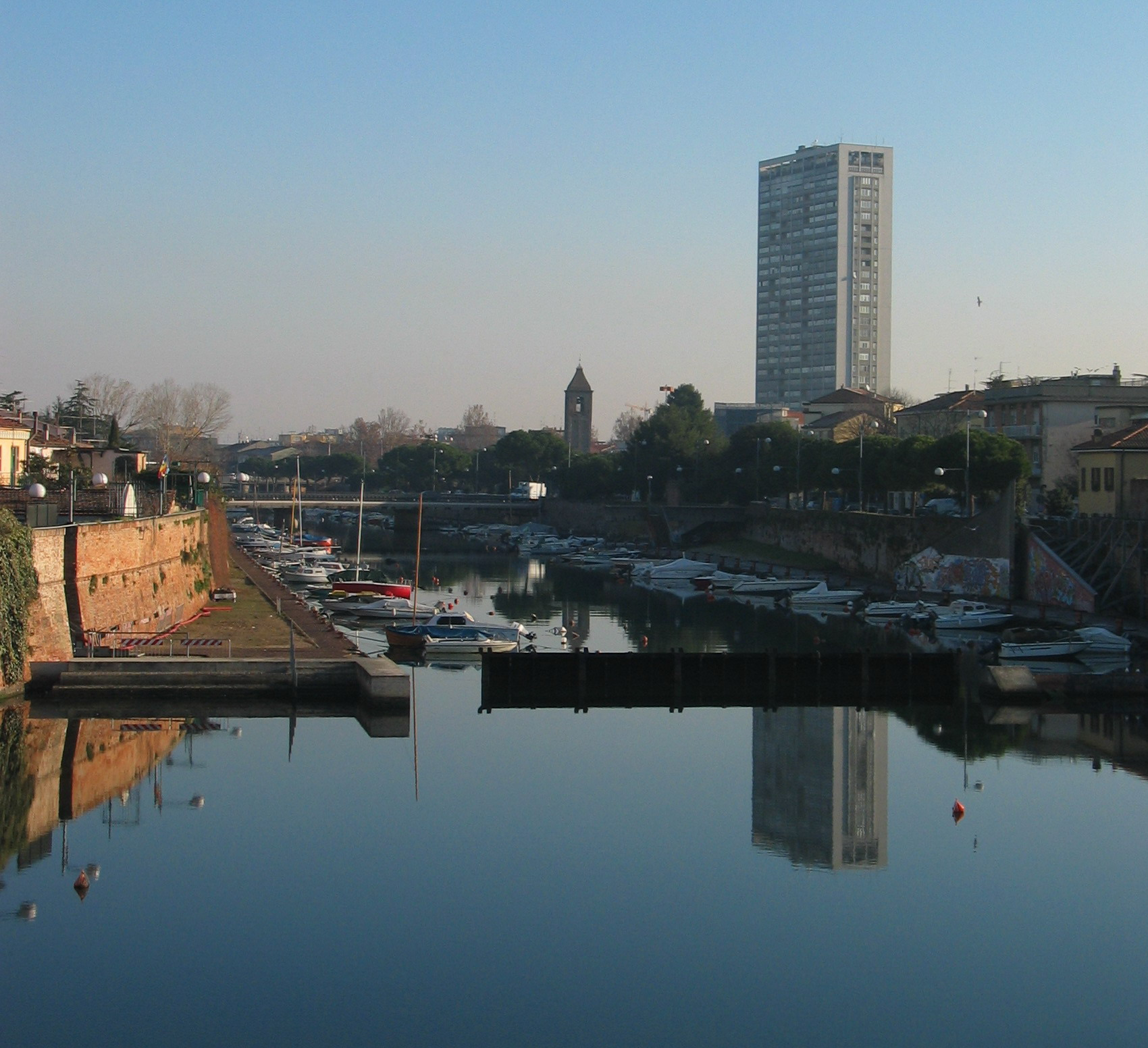
El Marequia en Rímini.
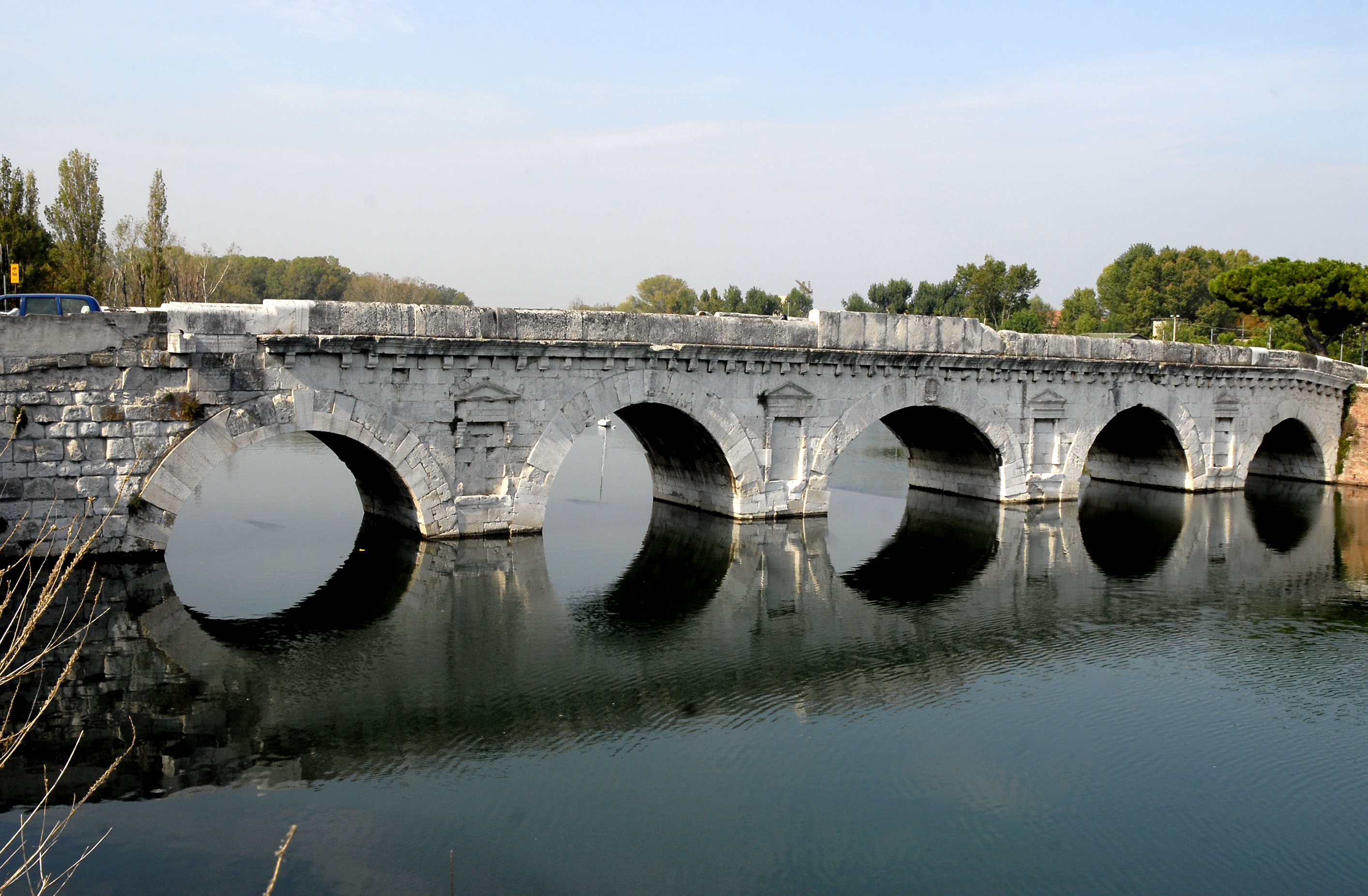
Puente de Tiberio sobre el Marequia.
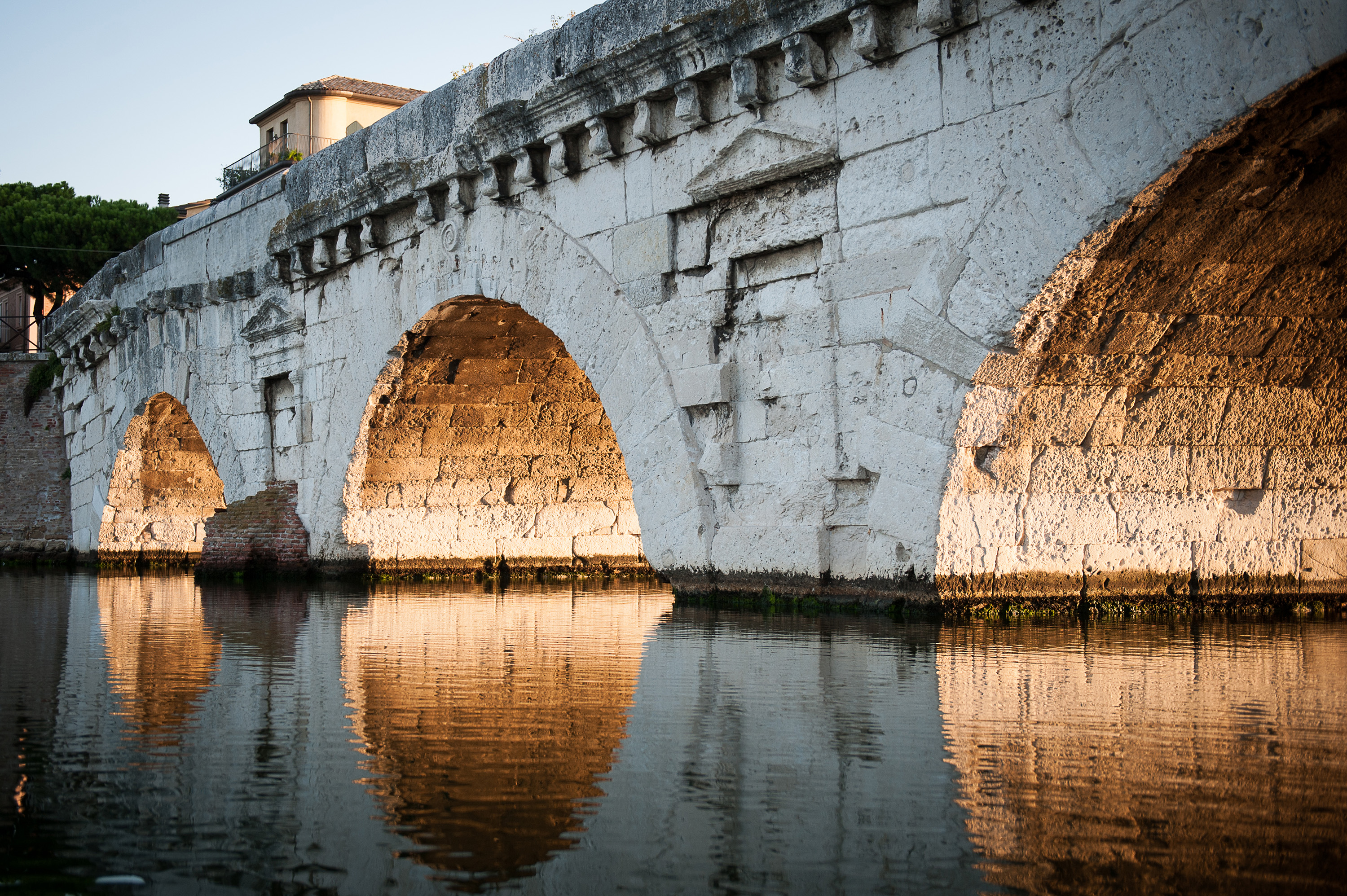
El puente de Tiberio de noche.